# Lijst van voetbalinterlands Canada - Jamaica (vrouwen)
Deze lijst van voetbalinterlands is een overzicht van alle officiële voetbalinterlands tussen de nationale vrouwenteams van Canada en Jamaica. De landen hebben tot nu toe elf keer tegen elkaar gespeeld.

## Wedstrijden
| №  | Plaats                   | Datum             | Competitie                          | Wedstrijd        | Uitslag |
| -- | ------------------------ | ----------------- | ----------------------------------- | ---------------- | ------- |
| 1  | Port-au-Prince           | 19 april 1991     | Noord-Amerikaans kampioenschap 1991 | Canada − Jamaica | 9 − 0   |
| 2  | Montréal                 | 13 augustus 1994  | Noord-Amerikaans kampioenschap 1994 | Canada − Jamaica | 7 − 0   |
| 3  | Victoria                 | 1 november 2002   | Noord-Amerikaans kampioenschap 2002 | Canada − Jamaica | 9 − 0   |
| 4  | Heredia                  | 26 februari 2004  | Olympische Spelen 2004 kwalificatie | Canada − Jamaica | 6 − 0   |
| 5  | Carson                   | 22 november 2006  | Noord-Amerikaans kampioenschap 2006 | Canada − Jamaica | 4 − 0   |
| 6  | Rio de Janeiro           | 18 juli 2007      | Pan-Amerikaanse Spelen 2007         | Jamaica − Canada | 1 − 11  |
| 7  | Edinburg                 | 5 oktober 2018    | Noord-Amerikaans kampioenschap 2018 | Canada − Jamaica | 2 − 0   |
| 8  | Edinburg                 | 1 februari 2020   | Olympische Spelen 2020 kwalificatie | Jamaica − Canada | 0 − 9   |
| 9  | San Nicolás de los Garza | 14 juli 2022      | Noord-Amerikaans kampioenschap 2022 | Canada − Jamaica | 3 − 0   |
| 10 | Kingston                 | 22 september 2023 | Olympische Spelen 2024 kwalificatie | Jamaica − Canada | 0 − 2   |
| 11 | Toronto                  | 26 september 2023 | Olympische Spelen 2024 kwalificatie | Canada − Jamaica | 2 − 1   |

## Samenvatting
| Competitie                     | Totaal gespeeld | Winst Canada | Gelijk | Winst Jamaica | Doelsaldo Canada – Jamaica |
| ------------------------------ | --------------- | ------------ | ------ | ------------- | -------------------------- |
| Olympische Spelen kwalificatie | 4               | 4            | 0      | 0             | 19 − 1                     |
| Noord-Amerikaans kampioenschap | 6               | 6            | 0      | 0             | 34 − 0                     |
| Pan-Amerikaanse Spelen         | 1               | 1            | 0      | 0             | 11 − 1                     |
| Totaal                         | 11              | 11           | 0      | 0             | 64 − 2                     |